# Giải thưởng điện ảnh
Giải thưởng điện ảnh là giải thưởng của các hội nghề nghiệp có liên quan tới điện ảnh trao cho các bộ phim, các cá nhân hoặc tổ chức có đóng góp xuất sắc trong các lĩnh vực khác nhau của điện ảnh. Giải thưởng này thường được trao định kì với cách thức thông thường là bỏ phiếu kín để lựa chọn ra người chiến thắng có số phiếu cao nhất.
Hội nghề nghiệp ở đây có thể là các viện hàn lâm điện ảnh các nước (như Viện Hàn lâm Khoa học và Nghệ thuật Điện ảnh của Hoa Kỳ), các hội điện ảnh (như Hội Điện ảnh Việt Nam) hoặc các hội nghề nghiệp có liên quan như các hội phê bình, hội diễn viên,...

## Giải thưởng của giới phê bình
- FIPRESCI (viết tắt của cụm từ Fédération Internationale de la Presse Cinématographique = Liên đoàn quốc tế báo chí điện ảnh) do Hiệp hội phê bình điện ảnh quốc tế trao tại các liên hoan phim.
- Cannes Film Festival là một trong những liên hoan phim quan trọng và có tính chọn lọc cao nhất với giải thưởng Palme d'Or danh giá.
- OFCS (Online Film Critics Society) Awards
- Hollywood Foreign Press Association
  - Quả Cầu Vàng
- IOFCP (International Online Film Critics' Poll) Awards

### Argentina
- Asociación de Cronistas Cinematográficos de la Argentina
  - Premios Cóndor de Plata
- Premios Clarín Espectáculos
- Konex Awards

### Australia
- ATOM Awards
- Australian Film Critics Association (AFCA)
- AWGIE Awards (AWG)
- Film Critics Circle of Australia (FCCA)
- Inside Film Awards (IF Awards)
- South Australian Screen Awards
- Western Union Short Film Competition

### Bangladesh
- Meril Prothom Alo Awards
- National Film Awards

### Belgium
- Belgian Film Critics Association (UCC)

### Brazil
- Festival de Gramado
- Grande Prêmio do Cinema Brasileiro

### Canada
- Toronto Film Critics Association (TFCA)
- Vancouver Film Critics Circle (VFCC)

### Czech Republic
- Czech Film Critics' Awards
- Trilobit Awards

### Denmark
- Bodil Awards from Danish Film Critics Association
- Lauritzen Award

### France
- Etoiles du Parisien
- French Syndicate of Cinema Critics
- Globes de Cristal Award
- Louis Delluc Prize

### Germany
- Award of the German Film Critics Association (tiếng Đức: Preis der deutschen Filmkritik)

### Hong Kong
- Hong Kong Film Critics Society Awards

### India
- Aravindan Puraskaram
- Asianet Film Awards
- Bengal Film Journalists' Association Awards
- Bhojpuri Film Awards
- CineMAA Awards
- Cinema Express Awards
- Edison Tamil Awards
- Dadasaheb Phalke Award
- Filmfare Awards
- Filmfare Awards East
- Filmfare Awards South
- Filmfare Marathi Awards
- Filmfare Short Film Awards
- IIFA Utsavam
- International Indian Film Academy Awards
- John Abraham Award
- Karnataka State Film Award
- Kerala Film Critics Association Awards
- Kerala State Film Awards
- Maharashtra State Film Awards
- Nandi Awards
- National Film Awards (Directorate of Film Festivals)
- Odisha State Film Awards
- Padmarajan Award
- Prag Cine Awards
- Rajasthan Film Festival
- RED FM Tulu Film Awards
- Santosham Film Awards
- SIIMA Short Film Awards
- Screen Awards
- South Indian International Movie Awards
- Stardust Awards
- Tamil Nadu State Film Awards
- Udaya Film Awards
- Vanitha Film Awards
- Vijay Awards
- West Bengal Film Journalists' Association Awards
- Zee Cine Awards
- Zee Cine Awards Telugu

### Indonesia
- Citra Awards
- Maya Awards

### Ireland
- Dublin Film Critics' Circle

### Italy
- Nastro d'Argento
- Globo d'oro
- David di Donatello

### Japan
- Japanese Movie Critics Awards

### Lebanon
- The Lebanese Cinema Movie Guide Awards

### Mexico
- Ariel Award
- Diosas de Plata

### Myanmar
- Myanmar Motion Picture Academy Awards
- Star Awards

### Malaysia
- Kuala Lumpur Film Critics Council Awards (tiếng Mã Lai: Anugerah Majlis Pengkritik Filem Kuala Lumpur)

### Nigeria
- Africa Magic Viewers' Choice Awards
- Africa Movie Academy Awards

### Pakistan
- ARY Film Awards

### Philippines
- Gawad Urian
- Young Critics Circle Film Desk Awards
- Gawad PASADO
- Gawad TANGLAW
- Gawad Genio Awards
- The Entertainment Editors' Choice Awards

### Portugal
- Golden Globes (Portugal)

### South Africa
- National Film and TV Awards (NFTA) South Africa

### South Korea
- Korean Association of Film Critics Awards
- Busan Film Critics Awards

### Spain
- CEC Medals
- Feroz Awards
- Fotogramas de Plata
- Sant Jordi Awards

### Turkey
- SIYAD Awards of Turkish Film Critics Association (SİYAD)
- Flying Broom International Women's Film Festival (Uçan Süpürge Kadın Filmleri Festivali)
- International Adana Golden Boll Film Festival (Adana Altın Koza Film Festivali)
- International Adana Film Festival (Uluslararası Adana Film Festivali)
- Istanbul Animation Festival (İstanbul Animasyon Festivali)

### United Kingdom
- ODEON National Youth Film Awards
- National Film Awards UK
- Evening Standard British Film Awards
- London Film Critics Circle
- National Movie Awards
- Film Critics Association UK[1]
- Charity Film Awards

### United States
- Alliance of Women Film Journalists
- American Film Institute (AFI)
- Atlanta Film Critics Circle (AFCC)
- Austin Film Critics Association (AFCA)
- Black Film Critics Circle (BFCC)
- Boston Online Film Critics Association
- Hiệp hội phê bình phim Boston (BSFC)
- Broadcast Film Critics Association (BFCA)
- Hiệp hội phê bình phim Chicago (CFCA)
- Chicago Indie Critics (CIC)
- Columbus Film Critics Association
- Critics Association Of Central Florida
- Giải thưởng điện ảnh do các nhà phê bình bình chọn
- Critics' Choice Super Awards
- Dallas-Fort Worth Film Critics Association (DFWFCA)
- Denver Film Critics Society
- Detroit Film Critics Society
- DiscussingFilm Critic Awards (DFCA)
- Hội phê bình phim Florida (FFCC)
- Hiệp hội phê bình phim Georgia (GFCA)
- Giải Mâm Xôi Vàng
- Gotham Awards
- Greater Western New York Film Critics Association (GWNYFCA)
- Hawaii Film Critics Society
- Hawaii International Film Festival (HIFF)
- Houston Film Critics Society (HFCS)
- Indiana Film Journalists Association
- Hiệp hội phê bình phim Iowa
- Kansas City Film Critics Circle
- Las Vegas Film Critics Society
- LAIFFA Awards (Los Angeles Independent Film Festivals)
- Latino Entertainment Journalists Association (LEJA)
- Los Angeles Film Critics Association (LAFCA)
- Maverick Movie Awards (MMA)
- Minnesota Film Critics Alliance (MNFCA)
- Music City Film Critics Association
- National Film and TV Awards USA
- National Society of Film Critics (NSFC)
- National Board of Review (NBR)
- Nevada Film Critics Society
- New Mexico Film Critics
- New York Film Critics Circle (NYFCC)
- New York Film Critics Online (NYFCO)
- New York Film Awards
- Nollywood and African Film Critics Awards (NAFCA)
- North Carolina Film Critics Association
- North Dakota Film Society (NDFS)
- North Texas Film Critics Association (NTFCA)
- NYU Tisch School of the Arts Wasserman Award
- Oklahoma Film Critics Circle
- Online Association of Female Film Critics
- Online Film Critics Society Awards (OFCS)
- Online Film & Television Association
- Philadelphia Film Critics Circle Awards (PFCC)
- Phoenix Critics Circle (PCC)
- Phoenix Film Critics Society
- Political Film Society (PFS)
- Portland Critics Association
- Producers Guild of America (PGA)
- San Diego Film Critics Society (SDFCS)
- San Francisco Film Critics Circle (SFFCC)
- Seattle Film Critics Society (SFCS)
- Southeastern Film Critics Association (SEFCA)
- St. Louis Gateway Film Critics Association (SLGFCA)
- Sunset Circle Awards (SCA)
- Utah Film Critics Association
- Village Voice Film Poll
- Washington D.C. Area Film Critics Association (WAFCA)
- Women Film Critics Circle
- X-Rated Critics Organization (XRCO) Heart-On Awards

### Uruguay
- Uruguayan Film Critics Association Awards 2001

### Vietnam
- HCMC International Film Festival (HIFF)

## Giải thưởng quốc gia
Anh
- Giải thưởng của Viện Hàn lâm Nghệ thuật Điện ảnh và Truyền hình Anh quốc - Giải BAFTA
- Giải thưởng phim Anh của báo Evening Standard

 Argentina
- Giải thưởng của Hiệp hội phê bình phim Argentina - giải Cóndor de Plata (Kền kền bạc)
- Giải thưởng của Viện Hàn lâm Khoa học và Nghệ thuật Điện ảnh Argentina
- Giải thưởng Clarín
- Giải thưởng Konex

 Ba Lan
- Giải thưởng phim Ba Lan (Polskie Nagrody Filmowe: Orły - Giải Đại bàng) của Viện Hàn lâm Điện ảnh Ba Lan

 Bỉ
- Giải Magritte của Viện Hàn lâm André Delvaux

 Canada
- Giải thưởng của Hiệp hội phê bình phim Toronto (TFCA)
- Giải thưởng của Hội phê bình phim Vancouver (VFCC)
- Giải Màn ảnh Canada (ghép từ giải Genie và giải Gemini) của Viện Hàn lâm Điện ảnh và Truyền hình Canada (ACCT)

 Đài Loan
- Giải Kim Mã (臺北金馬影展)

 Đức
- Giải thưởng phim Đức

 Đan Mạch
- Giải Robert của Viện Hàn lâm Điện ảnh Đan Mạch
- Giải Bodil của Hiệp hội Nhà phê bình Điện ảnh Đan Mạch

 Hàn Quốc
- Giải thưởng điện ảnh Daejong (대종상 영화제) của Hội Điện ảnh Hàn Quốc (The Motion Pictures Association of Korea)
- Giải thưởng Nghệ thuật Baeksang của Báo Ilgan Sports
- Giải thưởng điện ảnh Rồng Xanh của Báo Sports Chosun
- Giải Điện ảnh Buil của Báo Busan Ilbo
- Giải Điện ảnh Nghệ thuật Chunsa của Hội Đạo diễn Điện ảnh Hàn Quốc (Korea Film Directors' Society)

 Hoa Kỳ
- Giải Oscar của Viện Hàn lâm Khoa học và Nghệ thuật Điện ảnh (Academy of Motion Picture Arts and Sciences - AMPAS)
- Giải Saturn của Viện Hàn lâm Phim thể loại Khoa học viễn tưởng, Giả tưởng và Kinh dị (Academy of Science Fiction, Fantasy & Horror Films)
- Giải Quả cầu vàng của Hiệp hội báo chí nước ngoài ở Hollywood (Hollywood Foreign Press Association)
- Giải Annie của Hiệp hội Phim hoạt hình Quốc tế (International Animated Film Society - ASIFA-Hollywood)
- Giải Satellite của Viện Hàn lâm Báo chí Quốc tế (International Press Academy)
- Giải thưởng của Viện phim Mỹ (AFIA)
- Giải Mâm xôi vàng (Golden Raspberry Awards hay Razzies)
- Giải thưởng của Hiệp hội phê bình phim quốc gia (NSFC)
- Giải thưởng của Ủy ban phê bình phim quốc gia (NBR)
- Giải Emmy của Viện Truyền hình Nghệ thuật & Khoa học Los Angeles (ATAS)

 Hồng Kông
- Giải thưởng Điện ảnh Hồng Kông (HKFA)
- Giải Kim Tử Kinh (金紫荆奖) của Hiệp hội phê bình phim Hồng Kông

 Iceland
- Giải Edda của Viện Hàn lâm Điện ảnh và Truyền hình Iceland

 Ireland
- Giải thưởng của Viện Hàn lâm Điện ảnh và Truyền hình Ireland (IFTA)

 Israel
- Giải thưởng của Viện Hàn lâm Điện ảnh và Truyền hình Israel

 México
- Giải Ariel của Viện Hàn lâm Điện ảnh Mexico

 Nga
- Giải Nika của Viện Hàn lâm Khoa học và Nghệ thuật Điện ảnh Nga
- Giải Đại bàng vàng (премия Золотой Орел) của Viện Hàn lâm Khoa học và Nghệ thuật Điện ảnh Nga

 Nhật Bản
- Giải thưởng của Viện Hàn lâm Nhật Bản
- Giải Ruy băng xanh (ブルーリボン賞 )
- Giải thưởng phim Mainichi (dành cho phim hoạt hình)

 Pháp
- Giải César của Viện Hàn lâm Kỹ thuật và Nghệ thuật Điện ảnh (Académie des Arts et Techniques du Cinema)
- Giải thưởng của Hiệp hội phê bình phim Pháp
- Giải Louis Delluc
- Giải Lumières của Viện Hàn lâm Lumières (Académie des Lumières)

 Phần Lan
- Giải Jussi

 Romania
- Giải Gopo của Hội Thúc đẩy Điện ảnh Romania (Association for Romanian Film Promotion)

 Séc
- Giải Sư tử Séc của Viện Hàn lâm Điện ảnh và Truyền hình Séc (České filmové a televizní akademie)

 Tây Ban Nha
- Giải Goya của Viện Hàn lâm Khoa học và Nghệ thuật Điện ảnh Tây Ban Nha (Academia de las Artes y las Ciencias Cinematográficas de España)

 Thụy Điển
- Giải Guldbagge của Viện phim Thụy Điển

 Úc
- Giải thưởng của Hội phê bình phim Úc (FCCA)
- Giải thưởng của Viện phim Úc (AACTA)
- Giải AWGIE

 Việt Nam
- Giải Cánh diều vàng của Hội Điện ảnh Việt Nam
- Giải Bông sen vàng của Bộ Văn hóa - Thông tin và Cục điện ảnh
- Giải thưởng Hội Điện ảnh TP.HCM

 Ý
- Giải David di Donatello của Viện Hàn lâm Điện ảnh Ý (Accademia del Cinema Italiano)
- Giải Nastro d'Argento

 Trung Quốc
- Giải Kim Kê (金鸡奖) của Hiệp hội Điện ảnh Trung Quốc
- Giải Bách Hoa (大众电影百花奖)
- Giải Hoa Biểu (中国电影华表奖)

 Thái Lan
- Giải Điện ảnh Quốc gia Suphannahong của Hiệp hội Liên đoàn Quốc gia Điện ảnh và Nội dung (National Federation of Motion Pictures and Contents Associations)